# Adinandra lasiopetala
Adinandra lasiopetala är en tvåhjärtbladig växtart som först beskrevs av Robert Wight, och fick sitt nu gällande namn av Jacques Denys Denis Choisy. Adinandra lasiopetala ingår i släktet Adinandra och familjen Pentaphylacaceae. Inga underarter finns listade i Catalogue of Life.